# ناحیه سانیلاک، میشیگان
ناحیه سانیلاک (به انگلیسی: Sanilac Township) یک منطقهٔ مسکونی در ایالات متحده آمریکا است که در شهرستان سانیلاک واقع شده‌است.
 ناحیه سانیلاک ۱۰۶٫۰ کیلومتر مربع مساحت و ۲٬۶۰۹ نفر جمعیت دارد و ۲۱۹ متر بالاتر از سطح دریا واقع شده‌است.